# Mandie Fletcher
Mandie Elizabeth Fletcher (nascuda el 27 de desembre de 1954) és una directora de cinema i televisió britànica.
Fletcher va començar la seva carrera a la BBC com a assistent de cap de planta i posteriorment cap de producció en programes de comèdia, convertint-se en directora de comèdia de situació mentre treballava a la sèrie final de Butterflies  (1983). Va seguir això amb la sèrie segona (1986) i tercera (1987) temporades de L'escurçó negre, pel qual va guanyar el premi a la millor sèrie de comèdia als BAFTA de 1988. També va dirigir episodis d' Only Fools and Horses (1986).
El seu primer llargmetratge va ser Deadly Advice (1994). Fletcher ha continuat treballant a la televisió amb Hamish Macbeth (1996–1997) i Jam and Jerusalem (2006–2009). Més recentment, va dirigir l'aclamada sèrie de la BBC 2 Roger & Val Have Just Got In, que es va emetre a la primavera de 2012, i protagonitzada per Dawn French i Alfred Molina. També va dirigir els últims episodis de Absolutely Fabulous, inclòs l'especial olímpic. El 2013, va dirigir l'episodi pilot de In and Out of the Kitchen. El 2016, Fletcher va dirigir Absolutely Fabulous: The Movie.

## Filmografia

### Cinema
- Deadly Advice (1994)
- Absolutely Fabulous: The Movie (2016)
- Patrick (2018)